# Gaspar da Cruz
Gaspar da Cruz (Évora, 1520 – Setúbal, 5 de Fevereiro de 1570) foi um frade da Ordem dos Pregadores que escreveu Tratado das cousas da China.

## Biografia
Nascido em Évora, em data desconhecida, foi admitido no convento de Azeitão da Ordem dos Pregadores.
Juntamente com 9 outros frades embarcou em 1548 para a Índia, sob as ordens de Fr. Diogo Bermudez com o propósito de fundarem um missão dominicana no Oriente.
Durante 6 anos Fr. Gaspar esteve no Industão, provavelmente em Goa, Chaul e Cochim uma vez que a sua Ordem ali teve as primeiras residências. Nesse período teve ainda oportunidade para visitar o Ceilão.
Em 1554, estava em Malaca onde fundou uma casa da sua Ordem, ali residindo até Setembro de 1555, altura em que embarcou com destino ao Cambodja. Perante o insucesso da sua missão, em finais de 1556 dirigiu-se para Lampacau, pequena ilha na baía de Cantão.
Em 1557, retorna a Malaca.
Em 1560, terá dirigido-se a Ormuz onde deu assistência religiosa aos soldados portugueses dessa fortaleza e terá voltado à India cerca de 3 anos depois.
Sendo provável que tenha regressado a Portugal em 1565, durante algum tempo não se tem rasto deste frade pregador, apenas se voltando  ter notícia do mesmo em 1569, estando em Lisboa e auxiliando as vítimas da peste que por então assolou a capital portuguesa.
Debelada a praga, terá regressa do ao seu convento de Setúbal, onde acabou por contrair da doença falecendo a 5 de Fevereiro de 1570.
Duas semanas depois era publicado, por André de Burgos, de Évora, o seu «Tratado das cousas da China», onde expôs os processos pelos quais se obtinha, na China, a porcelana.